# El Limonar, Puebla
El Limonar är en ort i Mexiko.   Den ligger i kommunen Pantepec och delstaten Puebla, i den sydöstra delen av landet, 190 km nordost om huvudstaden Mexico City. El Limonar ligger 166 meter över havet och antalet invånare är 208.
Terrängen runt El Limonar är varierad. Runt El Limonar är det ganska tätbefolkat, med 52 invånare per kvadratkilometer. Närmaste större samhälle är La Ceiba, 12,7 km norr om El Limonar. Omgivningarna runt El Limonar är en mosaik av jordbruksmark och naturlig växtlighet.